# Велика Стойкова-Серафимовска
Велика Стойкова-Серафимовска (на македонска литературна норма: Велика Стојкова-Серафимовска) е политик от Северна Македония.

## Биография
Родена е на 18 април 1973 година в град Скопие, тогава в Социалистическа федеративна република Югославия. Защитава докторска дисертация по фолклористика в Скопския университет. На 15 юли 2020 година е избрана за депутат от ВМРО – Демократическа партия за македонско национално единство в Събранието на Северна Македония.